# Geremi Njitap
Geremi Njitap  (becenevén: Geremi) (Bafoussam, 1978. december 20.) kameruni válogatott labdarúgó, jelenleg szabadúszó.

## Klubpályafutása
Geremi először hazájának csapatában a Racing Bafoussamban kezdett játszani, majd a paraguayi Cerro Porteño klubban töltött évet követően, 1997-ben, 18 éves korában Európába szerződött
A török Gençlerbirliği csapatában két szezont töltött el, és összesen 57 alkalommal játszott a csapatban. Törökországi játékát követően a Real Madrid szerezte meg magának. A Bernabeuban töltött három éve során két Bajnokok Ligája címet szerzett a spanyol csapat színeiben. A Real Madridnál töltött időszak során benevezték Aranylabdásnak is, de nem kapott szavazatot.
A 2002–2003-as szezonra a Real Madrid kölcsönjátékosként átadta a Middlesbrough-nak, ahol egy sikeres szezont játszott végig.
Miután a Konföderációs kupán Kamerun színeiben jó játékával felhívta megára a figyelmet, a Chelsea 6,9 millió fontért megvásárolta a Real Madridtól. A Chelsea-nél töltött első szezonja nagyon sikeres volt. Ugyanakkor igaz, a Chelsea-nél töltött pályafutása vége felé Jose Mourinho irányítása alatt kevesebb játéklehetőséget kapott, és akkor is többnyire az általa nem kedvelt jobbhátvéd poszton.
2007. július 6-án Geremi a Newcastle-hoz írt alá egy három évre szóló időszakra; ő volt a negyedik játékos, akit Sam Allardyce azon a nyáron a csapathoz igazolt. Allardyce a 2007-08-as szezonban csapatkapitánnyá nevezte ki, de a csapat új vezetője, Kevin Keegan elvette tőle a kapitányi szalagot és azt Michael Owen-nek adta 2008. január 8-án.
A Newcastle-nek két gólt szerzett a bajnokságban, ezek közül az első egy jól irányzott szabadrúgás gól volt a Tottenham Hotspur elleni, 4–1 arányban megnyert mérkőzésen, március 30-án, a második egy fejesgól volt a West Ham United elleni, 2–2 arányú döntetlennel végződött mérkőzésen az Upton Parkban április 26-án. Harmadik gólját a Newcastle színeiben az Angol labdarúgó-ligakupában szerezte a Huddersfield Town ellen 2009. augusztus 26-án.
2010. január 31-én bejelentették, hogy Geremi másfél éves szerződést írt alá a török Ankaragücü klubbal.
2010. augusztus 25-én vált hivatalossá, hogy a kameruni elhagyja Törökországot, és a görög élvonalban szereplő Larissa FC csapatához szerződik két évre. 2011 januárjában a csapat honlapján bejelentette, hogy elhagyja a klubot. Geremi tehát jelenleg szabadúszó.

## Nemzetközi pályafutása
Nemzetközi szinten Geremi olimpiai aranyérmet szerzett Kamerun válogatottjával a 2000-es Sydney olimpián, két alkalommal, 2000-ben és 2002-ben is megnyerte csapata az Afrikai nemzetek kupáját. A 2002-es labdarúgó-világbajnokságon Kamerun mindhárom mérkőzésén játszott, a torna előtt Anglia csapata elleni barátságos mérkőzésen szabadrúgás gólt ért el. A 2008-as Afrikai nemzetek kupáján csapata elvesztette a döntőt, de Geremi bekerült a kupa válogatottjába.
Geremi 2009. február 11-én játszotta századik válogatott mérkőzését Kamerun csapatában, góljával hozzájárult a Guinea elleni barátságos mérkőzésen elért, 3–1-es győzelemhez.

## Díjai

### Klub
Real Madrid
- UEFA-bajnokok ligája Winner: 2000, 2002
- La Liga Winner: 2000-2001
- Spanyol labdarúgó-szuperkupa győztes: 2001

Chelsea
- Premier League Winner: 2005-2006
- FA Community Shield Winner: 2005

### Válogatott
- Olimpiai aranyérem: 2000
- Afrikai nemzetek kupája Winner: 2000, 2002

## Pályafutásának statisztikái

### Klub
| Teljesítmény klubjában | Teljesítmény klubjában | Teljesítmény klubjában | Bajnokság | Bajnokság | Kupa                    | Kupa                    | Ligakupa        | Ligakupa        | Nemzetközi  | Nemzetközi  | Összesen | Összesen |
| Szezon                 | Klub                   | Bajnokság              | Mérk.     | Gól       | Mérk.                   | Gól                     | Mérk.           | Gól             | Mérk.       | Gól         | Mérk.    | Gól      |
| Kamerun                | Kamerun                | Kamerun                | Bajnokság | Bajnokság | Kameruni labdarúgókupa  | Kameruni labdarúgókupa  | Ligakupa        | Ligakupa        | Afrika      | Afrika      | Összesen | Összesen |
| ---------------------- | ---------------------- | ---------------------- | --------- | --------- | ----------------------- | ----------------------- | --------------- | --------------- | ----------- | ----------- | -------- | -------- |
| 1995                   | Racing FC Bafoussam    | MTN Elite one          |           |           |                         |                         |                 |                 |             |             |          |          |
| 1996                   | Racing FC Bafoussam    | MTN Elite one          |           |           |                         |                         |                 |                 |             |             |          |          |
| Paraguay               | Paraguay               | Paraguay               | Bajnokság | Bajnokság | Paraguayi labdarúgókupa | Paraguayi labdarúgókupa | Ligakupa        | Ligakupa        | Dél-Amerika | Dél-Amerika | Összesen | Összesen |
| 1997                   | Cerro Porteño          | Primera División       | 6         | 0         |                         |                         |                 |                 |             |             |          |          |
| Törökország            | Törökország            | Törökország            | Bajnokság | Bajnokság | Török labdarúgókupa     | Török labdarúgókupa     | Ligakupa        | Ligakupa        | Európa      | Európa      | Összesen | Összesen |
| 1997-98                | Gençlerbirliği         | Super League           | 28        | 4         |                         |                         |                 |                 |             |             |          |          |
| 1998-99                | Gençlerbirliği         | Super League           | 29        | 5         |                         |                         |                 |                 |             |             |          |          |
| Spanyolország          | Spanyolország          | Spanyolország          | Bajnokság | Bajnokság | Copa del Rey            | Copa del Rey            | Copa de la Liga | Copa de la Liga | Európa      | Európa      | Összesen | Összesen |
| 1999-00                | Real Madrid            | Primera División       | 20        | 0         | 2                       | 0                       | 0               | 0               | 3           | 0           | 25       | 0        |
| 2000-01                | Real Madrid            | Primera División       | 16        | 0         | 0                       | 0                       | 0               | 0               | 8           | 0           | 24       | 0        |
| 2001-02                | Real Madrid            | Primera División       | 9         | 0         | 0                       | 0                       | 0               | 0               | 5           | 1           | 14       | 1        |
| Anglia                 | Anglia                 | Anglia                 | Bajnokság | Bajnokság | FA-kupa                 | FA-kupa                 | League Cup      | League Cup      | Európa      | Európa      | Összesen | Összesen |
| 2002–03                | Middlesbrough          | Premier League         | 33        | 7         | 1                       | 0                       | 0               | 0               | 0           | 0           | 34       | 7        |
| 2003–04                | Chelsea                | Premier League         | 25        | 1         | 1                       | 0                       | 3               | 0               | 10          | 0           | 39       | 1        |
| 2004–05                | Chelsea                | Premier League         | 13        | 0         | 2                       | 0                       | 1               | 0               | 3           | 0           | 19       | 0        |
| 2005–06                | Chelsea                | Premier League         | 15        | 2         | 3                       | 0                       | 1               | 0               | 2           | 0           | 21       | 2        |
| 2006–07                | Chelsea                | Premier League         | 19        | 1         | 3                       | 0                       | 3               | 0               | 2           | 0           | 27       | 1        |
| 2007–08                | Newcastle United       | Premier League         | 27        | 2         | 0                       | 0                       | 1               | 0               | 0           | 0           | 28       | 2        |
| 2008–09                | Newcastle United       | Premier League         | 15        | 0         | 0                       | 0                       | 2               | 0               | 0           | 0           | 17       | 0        |
| 2009–10                | Newcastle United       | Championship           | 7         | 0         | 0                       | 0                       | 2               | 1               | 0           | 0           | 9        | 1        |
| Törökország            | Törökország            | Törökország            | Bajnokság | Bajnokság | Török labdarúgókupa     | Török labdarúgókupa     | Ligakupa        | Ligakupa        | Európa      | Európa      | Összesen | Összesen |
| 2009–10                | Ankaragücü             | Süper Lig              | 7         | 1         | 0                       | 0                       | 0               | 0               | 0           | 0           | 7        | 1        |
| Összesen               | Kamerun                | Kamerun                | 28        | 5         |                         |                         |                 |                 |             |             | 28       | 5        |
| Összesen               | Paraguay               | Paraguay               | 6         | 0         |                         |                         |                 |                 |             |             | 6        | 0        |
| Összesen               | Törökország            | Törökország            | 57        | 9         |                         |                         |                 |                 |             |             | 57       | 9        |
| Összesen               | Spanyolország          | Spanyolország          | 45        | 0         | 2                       | 0                       | 0               | 0               | 16          | 1           | 63       | 1        |
| Összesen               | Anglia                 | Anglia                 | 154       | 13        | 10                      | 0                       | 13              | 1               | 17          | 0           | 194      | 14       |
| Karrierje összesen     | Karrierje összesen     | Karrierje összesen     | 290       | 27        | 12                      | 0                       | 13              | 1               | 33          | 1           | 348      | 29       |

Adatok: 2010. január 4-ig.